# Boechera dispar
Boechera dispar är en korsblommig växtart som först beskrevs av Marcus Eugene Jones, och fick sitt nu gällande namn av Al-shehbaz. Boechera dispar ingår i släktet indiantravar, och familjen korsblommiga växter. Inga underarter finns listade i Catalogue of Life.